# Das Rätsel (Katzenbach)
Das Rätsel (im englischen Original: State of Mind) ist ein Psychothriller des US-amerikanischen Schriftstellers John Katzenbach. Die englischsprachige Originalausgabe erschien 1997 bei Ballantine Books. Es folgte 2007 eine deutsche Übersetzung von Anke Kreutzer, die von Droemer Knaur veröffentlicht wurde. Zudem erschien es im Argon Verlag als Hörbuch, das von Simon Jäger gelesen wurde und eine Spieldauer von 399 Minuten auf sechs CDs umfasst.

## Handlung
Im innerhalb der USA neu gegründeten 51. Bundesstaat, in welchem aufgrund verschärfter Einreisebedingungen und einer totalen Überwachung seitens der staatlichen Behörden eine absolute Sicherheit versprochen wird, kommt es wiederholt zu Ermordungen junger Mädchen.
Der Psychologieprofessor und Profiler Jeffrey Clayton, der von seinen Studenten „Professor Tod“ genannt wird, wird zur Aufklärung der von der Regierung des 51. Bundesstaates geheim gehaltenen Morde hinzugezogen. Bald wird Clayton bewusst, dass ihm die für die Morde typischen Muster sehr vertraut vorkommen. Vor 25 Jahren ereignete sich ein Mord an einer jungen Studentin in seiner Nachbarschaft, bei dem sein Vater zum engsten Kreis der Verdächtigen zählte. An diesen Ereignissen zerbrach dessen Familie, so dass Jeffrey, seine Schwester Susan sowie ihre mittlerweile schwer kranke Mutter Diana seither von seinem Vater getrennt und vor ihm versteckt in den Florida Keys leben.
Im Laufe seiner Ermittlungen kann Jeffrey nicht mehr daran glauben, dass sein Vater tatsächlich bereits verstorben ist, da immer mehr Spuren bei den aktuellen Mordfällen auf ihn als Täter  deuten. Daraufhin zieht er seine Schwester zu dem Fall hinzu, die beruflich unter dem Pseudonym Mata Hari Rätsel für das Miami Magazin erstellt. Unter einer falschen Identität werden Jeffrey, Susan und Diana in den 51. Bundesstaat von dessen Regierung eingeschleust.
Es stellt sich heraus, dass Jeffreys Vater tatsächlich im 51. Bundesstaat sein Unwesen treibt, wo er unter dem Namen Peter Curtin zum Schein eine neue Familie mit Caril Ann Curtin und Geoffrey Curtin gegründet hat. Seine Ehefrau, deren Deckname eine Anlehnung an Caril Ann Fugate ist, sowie ihr Sohn sind seine Komplizen. Jeffreys Vater, der seinen Decknamen in Anlehnung an Peter Kürten wählte, war zu Geld gekommen, weswegen er sich im neuen Bundesstaat ein teures Anwesen mit einem schalldichten Musikzimmer, von dem eine geheime Fluchttür abgeht, errichten ließ.
Im Zuge seines Katz-und-Maus-Spiels mit dem eigenen Sohn hinterlässt Peter Curtin gezielt Hinweise auf seinen Aufenthaltsort. Wie von ihm erwartet, macht sich Jeffrey auf den Weg zum Anwesen seines Vaters, um diesen zu töten. Er wird bei diesem Unterfangen von seiner Schwester Susan unterstützt, die eine ausgezeichnete Schützin ist. Während Jeffrey sich durch die Vordertür in das Gebäude begibt und von seinem Vater überwältigt wird, dringt Susan durch die versteckte Fluchttür, vor der ihre Mutter Diana im Schutz der Büsche im Garten wartend zurückbleibt, in das Musikzimmer ein, in dem sie auf das erst kürzlich von Peter Curtin entführte Mädchen Kimberley Lewis trifft. Jeffrey wird von seinem Vater gezwungen, vom Wohnbereich aus das Musikzimmer zu betreten, um Kimberley eigenhändig zu töten. Beim Betreten des Musikzimmers eröffnet die wartende Susan das Feuer, tötet Caril Ann Curtin und verletzt Peter Curtin. Gleichwohl werden Jeffrey und Susan im Laufe des Feuergefechts angeschossen.
Es gelingt Peter Curtin, durch die Fluchttür zu entkommen. Als er sich durch die Nacht in Richtung eines versteckten Fluchtwagens davon zu machen versucht, wird er von seiner Exfrau Diana mit gezückter Waffe gestellt. Sie zwingt ihn, in den Wagen einzusteigen und einige Kilometer bis zu einer Schlucht zu fahren. Dort erschießt sie ihn, sodass er in die Tiefe stürzt. Anschließend setzt sie sich vor einen Felsen, lehnt sich zurück, wartet auf den Sonnenaufgang und nimmt eine tödliche Überdosis ihrer Tabletten ein. Tage später wird sie von den Behörden gefunden.
Nach ihrer Entlassung aus dem Krankenhaus kehrt für Jeffrey und Susan ein den Umständen entsprechend normales Leben wieder ein. Jeffrey nimmt seine Arbeiten an der Universität wieder auf. Nach der ersten Prüfung, die er seine Studenten schreiben lässt, stellt er fest, dass ein Prüfungsbogen zu viel abgegeben wurde. Bei der Durchsicht der Prüfungsbögen findet er einen Bogen, der keinen Namen trägt. Er liest den Text und kommt zu dem Schluss, dass das Morden noch nicht vorbei ist. Geoffrey Curtin, der in seinem Stiefvater Peter Curtin einen guten Lehrer hatte, hat ihn gefunden und will ihn töten – sofern es Jeffrey nicht gelingt, seinen Stiefbruder zuvor zu finden.

## Kritiken
Die Redaktion der USA Today beurteilt das Werk als gruselig … unwiderstehlich … am liebsten würde man die Tür verriegeln und sich die Bettdecke über den Kopf ziehen. Laut Washington Post ist das Buch ein gut geschriebener Thriller mit einem ebenso guten Plot. Katzenbach versteht es sehr gut, eine eigene Welt zu erschaffen, und sein imaginärer 51. Staat ist erschreckend glaubhaft. Die Nordwest-Zeitung vom 14. März 2008 urteilt: Gekonnt spielt Katzenbach in seinem Thriller mit den amerikanischen Urängsten und der Idealisierung eines Überwachungsstaates. Das Rock-Magazin Eclipsed schreibt in ihrer Ausgabe vom März 2008: Wie auch schon bei seinen letzten Romanen kann John Katzenbach durch ausgeklügelte Untertöne überzeugen, mit denen er eine Atmosphäre subtiler Spannung kreiert.

## Ausgaben
- Originalausgabe: „State of Mind“, Ballantine Books, 1997, New York/New York, ISBN 978-0-345-38631-1
- Deutsche Ausgabe: „Das Rätsel“, Droemer Knaur Verlag, München, 2008, ISBN 978-3-426-63758-6
- Deutsches Hörbuch: „Das Rätsel“, Argon Verlag, Berlin, 2008, ISBN 978-3-86610-451-8